# M/S Prins Richard
M/S Prins Richard är en färja. Den trafikerar linjen Rødby–Puttgarden för Scandlines.
Tillsammans med systerfartyget M/S Prinsesse Benedikte är de uppkallade efter Richard av Sayn-Wittgenstein-Berleburg respektive Benedikte av Danmark. Sedan år 2015 är Prinsesse Benedikte och Prins Richard utrustade med ett hybridsystem som sparar överflödig energi i batterier, som i sin tur driver elektromotorer. Systemet spar drivmedel och räknas som världens första i sitt slag.